# 十三陵天主堂
十三陵天主堂，全名天主教北京教区十三陵圣沙勿略堂，位于北京市昌平区十三陵镇昭陵村，隶属天主教北京教区。

## 简介
2011年9月底，昌平区昭陵村的韩淑珍女士一家人来到北京市延庆区永宁天主堂，慕名参加弥撒。永宁天主堂本堂神父张天路热情接待了他们。2011年10月中旬，张天路神父特地来到昭陵村看望当地教友，并送上了第一台弥撒。2011年11月，韩淑珍女士将自家的三间大房腾出作为弥撒点。此处被称为昭陵祈祷所（昭陵弥撒点）。张天路神父决定每周四来这里进行《圣经》分享，每月底送一台弥撒。此后每月底送弥撒时，该弥撒点都有十余人领洗，一年多时间内有128人领洗。昭陵村从一个历史上从无天主教信徒的地方变成了天主教新的发展地点。
随着教友增加，小弥撒点已无法容纳。韩淑珍乃将弥撒点所在的整个四合院捐为教堂用地。经教友们捐款，从2012年11月3日到12月3日，一座新教堂建成，并被命名为十三陵圣沙勿略堂。自此，每主日下午4时举办弥撒，每周四晚各团体培训。到2013年底，领洗的教友已发展到200多人。
2013年12月3日，圣方济各沙勿略传教主保庆日，北京教区主教李山来到昭陵村，在十三陵圣沙勿略堂主持了大礼弥撒。北京教区秘书长甄雪斌神父、西三旗本堂张芝茂神父、燕子口堂区邓剑神父、一直兼任十三陵圣沙勿略堂司铎的张天路神父与祭，十三陵圣沙勿略堂本地新受洗教友、北京四大堂口教友、永宁堂区的团体负责人共近300人参礼。

## 主任司铎
1. 张天路神父（2011年—2016年，永宁堂区主任司铎兼）
2. 孙徐生神父（2016年3月—，燕子口堂区主任司铎兼）[3]